# Pear Lake, British Columbia
Pear Lake är en sjö i Kanada.   Den ligger i provinsen British Columbia, i den sydvästra delen av landet, 3 700 km väster om huvudstaden Ottawa. Pear Lake ligger 411 meter över havet. Arean är 0,13 kvadratkilometer.
I omgivningarna runt Pear Lake växer i huvudsak barrskog. Runt Pear Lake är det mycket glesbefolkat, med 3 invånare per kvadratkilometer.